# Haemorrhage (Band)
Haemorrhage ist eine Goregrind-Band aus Madrid, Spanien.

## Geschichte
Haemorrhage wurde 1990 von Jose und Luisma unter dem Namen Devourment gegründet. Kurze Zeit später benannte sich die Band in Haemorrhage um, was im medizinischen Bereich Blutung bedeutet. Nach einigen Demoaufnahmen und Split-EPs erhielt man einen Plattenvertrag bei Morbid Records, wo die Band bis heute unter Vertrag ist. Das Debütalbum erschien 1995. Die Qualität der Musik wurde von der Öffentlichkeit als derart schlecht empfunden, dass das Album im Rock-Hard-Magazin als die „Arschbombe des Monats“ bezeichnet wurde, eine Auszeichnung für das „schlechteste“ Album des Monats. Mit der Verbesserung der Klangqualität wurde das zweite Album jedoch wesentlich positiver aufgenommen. Heute gilt die Band als eine der wichtigsten Goregrind-Bands.
Für das 2006er Album startete die Band einen Aufruf im Internet. Die Fans der Band waren aufgerufen einen Titel für das Album vorzuschlagen. Dabei entstand der Albumtitel Apology for Pathology (engl. für ‚Entschuldigung für die Pathologie‘).

## Stil
Die Texte behandeln Themen aus der Medizin, dabei ist der Einfluss von den Bands Carcass und Autopsy nicht zu überhören. Ein Markenzeichen der Veröffentlichung sind die von Luisma selbst gezeichneten Comics, die meist Szenen aus einem Operationssaal zeigen und mit schwarzem Humor gespickt sind.
Einen gewissen Kultstatus erlangte die Band wegen ihrer extremen Live-Auftritte, bei denen sie literweise Kunstblut verschütten.

## Diskografie
- 1992: Grotesque embryopathology (Demo)
- 1994: Obnoxious / Thy Horned God (Split-EP mit Christ Denied)
- 1995: Split-Live-Kassette mit Exhumed
- 1995: Scalpel, Scissors and Other Forensic Instruments (Promotion-Demo)
- 1995: Emetic Cult (Debütalbum)
- 1996: Grind over Europe (Split-MC mit Clotted Symmetric Sexual Organ und Dead Infection)
- 1997: Split-EP mit Damnable
- 1997: Grume (Album)
- 1998: Surgury for the Dead/I Don’t Think So (Split-EP mit Groinchurn)
- 1998: The Cadaverous Carnival (Split-Album mit Denak)
- 1998: Split-EP mit Ingrowing
- 1998: Promotion-Demo
- 1998: Anatomical Inferno (Album)
- 2000: Scalpel, Scissors and Other Forensic Instruments (Best-of-Album)
- 2000: 4-Way-Split mit Embolism, Suffocate und Obliterate
- 2000: Loathesongs (EP)
- 2001: Do You Still Believe in Hell? (Split-EP mit Gokulator)
- 2001: Reek (Split-Album) mit Mastic Scum
- 2002: Zur Stille finden / Live in the Morgue (Split-Album mit Depression)
- 2002: Morgue Sweet Home (Album)
- 2003: European Surgery Sessions (Live-Album)
- 2003: Dementia Rex (Split-Album mit Impaled, via Razorback Records)
- 2004: Split-Album mit Denak
- 2004: Live to Dissect / Tufo de Carne Descompuesta (Split-Album mit Terrorism)
- 2004: Vision from the Morgue (DVD)
- 2005: Cut God Out / Feasting on Purulence (Split-EP mit NunSlaughter)
- 2006: Apology for Pathology (Album, indiziert am 31. August 2007)
- 2006: Buried/Furtive Dissection (Split-EP mit Embalming Theatre)
- 2007: Haematology (Best-of-Album)
- 2007: The Kill Sessions (Live-Album)
- 2008: Chainsaw Necrotomy (Split-CD mit Dead)
- 2009: Furniture Obsession / ...In Gore We Trust... (Split-EP mit Dead Infection)
- 2011: Morgue Metal (Split-EP mit Disgorge)
- 2011: Hospital Carnage (Album)